# Сироне
Сироне (итал. Sirone) је насеље у Италији у округу Леко, региону Ломбардија.
Према процени из 2011. у насељу је живело 2129 становника. Насеље се налази на надморској висини од 274 м.

## Становништво
Према резултатима пописа становништва 2011. у општини је живело 2.391 становника.
| 1931. | 1936. | 1951. | 1961. | 1971. | 1981. | 1991. | 2001. | 2011. |
| ----- | ----- | ----- | ----- | ----- | ----- | ----- | ----- | ----- |
| 1.405 | 1.383 | 1.366 | 1.299 | 1.477 | 1.986 | 2.170 | 2.200 | 2.391 |